# Osiedle Sienkiewicza, Białystok
Osiedle Sienkiewicza là một trong những quận của thành phố Białystok của Ba Lan. Đây là một trong những quận nhỏ hơn về diện tích nhưng tương đối đông dân cư. Quận nằm ngay phía bắc đến trung tâm thành phố ở bờ phải của sông Biala (ngoại trừ một đoạn nhỏ của hẻm Pilsudski, nằm ở bờ trái). Nó được đặt theo tên của Henryk Sienkiewicz, người có thể tìm thấy bức tượng của ông trong huyện. 

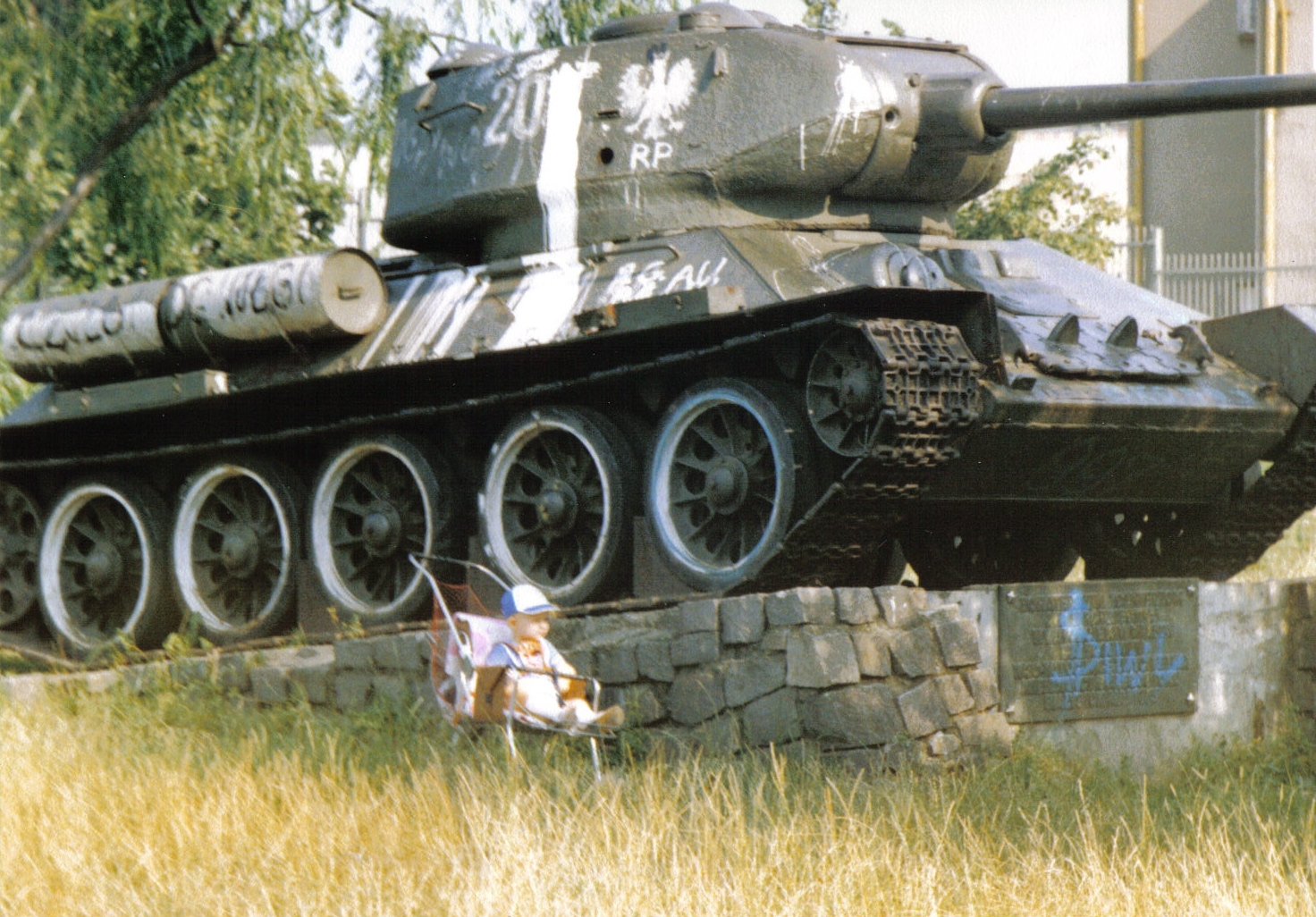
Một chiếc xe tăng Liên Xô đứng trên quảng trường Zankiewicz trong nhiều thập kỷ; bây giờ trong một bảo tàng

Khu vực này bao gồm những gì từng là phần phía bắc của khu ổ chuột Do Thái do lực lượng chiếm đóng của Đức Quốc xã tạo ra trong Thế chiến II. Vào ngày 20 tháng 8 năm 1943, khu ổ chuột đã được bình định, dẫn đến sự phá hủy hoàn toàn khu vực - chưa đến 20 tòa nhà từ trước thời kỳ đó còn tồn tại cho đến bây giờ.
Sau khi Thế chiến thứ II kết thúc, khu vực này đã được tái phát triển và hiện bao gồm cây xanh đô thị, các tòa nhà công cộng và một khu nhà ở. Sau này bao gồm chủ yếu gồm các khối căn hộ bốn và mười một tầng được quản lý bởi một hiệp hội nhà ở - Bialostocka Spoldzielnia Mieszkaniowa (BSM). Ngoài ra còn có một số tòa nhà thuộc sở hữu của các hiệp hội khác cũng như chủ sở hữu tư nhân.
Vào ngày 9 tháng 3 năm 1989, một chuyến tàu chở clo đã bị trật bánh trên tuyến đường sắt giáp ranh với quận. Nếu các bể chứa clo đã mở phần lớn dân số của thành phố sẽ bị giết, nhưng trường hợp khẩn cấp đã được xử lý thành công bởi đội cứu hỏa. Sự kiện này được tưởng niệm bởi một bức tượng đứng trên đường Poleska nơi xảy ra vụ tai nạn.